# Nam Nguyen
Nam Nguyen (* 20. Mai 1998 in Ottawa) ist ein ehemaliger kanadischer Eiskunstläufer, der im Einzellauf antrat. Er ist der Kanadische Meister der Jahre 2015 und 2019.

## Sportliche Karriere
Nam Nguyen begann 2004 mit dem Eiskunstlauf. Er nahm 2012 zum ersten Mal an den Kanadischen Meisterschaften teil, wo er den 7. Platz belegte. International nahm er in diesem und den folgenden beiden Jahren noch an Juniorenwettbewerben teil. Nach einem 13. und einem 12. Platz bei den Juniorenweltmeisterschaften der Jahre 2012 und 2013 wurde er 2014 Juniorenweltmeister. In dieser Saison nahm er erstmals an den Vier-Kontinente-Meisterschaften und den Weltmeisterschaften teil, wo er den 10. bzw. 12. Platz belegte. Seine Platzierung bei den Juniorenweltmeisterschaften erbrachte ihm zwei Einladungen in die Grand-Prix-Serie. Er gewann eine Bronzemedaille bei Skate America und belegte im Cup of China den 4. Platz. In derselben Saison wurde er zum ersten Mal Kanadischer Meister – mit 16 Jahren war er der Jüngste, der diesen Titel erlangt hatte. Er beendete die Saison mit einem 5. Platz bei den Weltmeisterschaften 2015.
Bis 2019 nahm Nguyen jedes Jahr mit zwei Einladungen an der Grand-Prix-Serie teil; seine beste Platzierung war die Silbermedaille bei Skate Canada 2019. Bei den Kanadischen Meisterschaften gewann er in den folgenden Jahren vier weitere Medaillen, darunter eine zweite Goldmedaille im Jahr 2019. Bei den Weltmeisterschaften konnte er seinen Erfolg von 2015 nicht wiederholen und erreichte 2016 den 27., 2018 den 25. und 2019 den 16. Platz. Bei den Vier-Kontinente-Meisterschaften konnte er 2020 sein bestes Ergebnis, einen 6. Platz erreichen. Für die kurz darauf geplanten Weltmeisterschaften war Nguyen angemeldet, der Wettbewerb wurde aber aufgrund der COVID-19-Pandemie abgesagt. In der Saison 2020/21 wurden weiterhin zahlreiche Wettbewerbe abgesagt, darunter auch die Kanadischen Meisterschaften. Nguyen nahm mit Ausnahme der World Team Trophy 2021 nicht an Wettbewerben teil. Dort belegte er den 11., das kanadische Team insgesamt den 6. Platz. In der Saison 2021/22 stieg Nguyen wieder in den Wettbewerb ein. Er brachte zwei seiner erfolgreichsten – und seiner Meinung nach unterhaltsamsten – Programme zurück: sein Kurzprogramm zu Frank Sinatras Lied That’s Life aus der Saison 2018/19 und seine Kür zu einem Beatles-Medley aus der Saison 2019/20. Er verfolgte das Ziel, sich für die Olympischen Winterspiele in Beijing zu qualifizieren. Kurz vor dem Qualifizierungswettbewerb infizierte er sich jedoch mit COVID-19 und konnte nicht teilnehmen. In der Grand-Prix-Serie belegte er einen 8. und einen 10. Platz und beendete die Saison mit einem 6. Platz bei den Kanadischen Meisterschaften. Nach dem Ende der Saison gab er seinen Rücktritt vom Wettbewerb bekannt.
Nguyen nannte die COVID-19-Pandemie als Grund für das Ende seiner Karriere als Sportler. Die ungünstigen Trainingsbedingungen und die vielen ausfallenden Wettbewerbe haben ihn demotiviert. Rückblickend bedaure er seine Entscheidung nicht, zumal ihm erst im Nachhinein klar geworden sei, wie sehr er unter der Nervosität vor Wettbewerben gelitten habe. Nun wolle er vom Eiskunstlauf Abstand gewinnen und arbeitet stattdessen als Trainer für Eishockey. Er vermisse lediglich, für das Publikum aufzutreten. So tritt er inzwischen als Moderator bei Eiskunstlauf-Veranstaltungen des kanadischen Verbands auf.

## Ergebnisse
| Event                                                                                             | 11/12 | 12/13 | 13/14 | 14/15         | 15/16 | 16/17 | 17/18 | 18/19         | 19/20 | 20/21          | 21/22 |
| ------------------------------------------------------------------------------------------------- | ----- | ----- | ----- | ------------- | ----- | ----- | ----- | ------------- | ----- | -------------- | ----- |
| Weltmeisterschaften                                                                               |       |       | 12.   | 5.            | 27.   |       | 25.   | 16.           | A     |                |       |
| Vier-Kontinente-Meisterschaften                                                                   |       |       | 10.   | 11.           |       | 8.    | 9.    | 10.           | 6.    |                |       |
| Kanadische Meisterschaften                                                                        | 7.    | 6.    | 5.    | 1.            | 4.    | 3.    | 3.    | 1.            | 2.    | A              | 6.    |
| Grand-Prix-Wettbewerb / Saison                                                                    | 11/12 | 12/13 | 13/14 | 14/15         | 15/16 | 16/17 | 17/18 | 18/19         | 19/20 | 20/21          | 21/22 |
| Cup of China                                                                                      |       |       |       | 4.            |       |       |       |               |       |                |       |
| NHK Trophy                                                                                        |       |       |       |               |       | 8.    | 10.   |               |       |                | 10.   |
| Rostelecom Cup                                                                                    |       |       |       |               | 7.    |       | 7.    |               | 5.    |                |       |
| Skate America                                                                                     |       |       |       | 3.            |       | 6.    |       | 6.            |       |                | 8.    |
| Skate Canada                                                                                      |       |       |       |               | 5.    |       |       | 5.            | 2.    | A              |       |
| Challenger-Serie+Sonstige/Saison                                                                  | 11/12 | 12/13 | 13/14 | 14/15         | 15/16 | 16/17 | 17/18 | 18/19         | 19/20 | 20/21          | 21/22 |
| Autumn Classic International                                                                      |       |       |       | 2.            | 2.    |       | 5.    |               |       |                | Z     |
| Nebelhorn Trophy                                                                                  |       |       |       |               |       |       |       |               | 4.    |                |       |
| U.S. Classic                                                                                      |       |       |       |               |       | 5.    |       | 1.            |       |                |       |
| Juniorenwettbewerb/Saison                                                                         | 11/12 | 12/13 | 13/14 | 14/15         | 15/16 | 16/17 | 17/18 | 18/19         | 19/20 | 20/21          | 21/22 |
| Juniorenweltmeisterschaften                                                                       | 13.   | 12.   | 1.    |               |       |       |       |               |       |                |       |
| Junior Grand Prix Frankreich                                                                      |       | 9.    |       |               |       |       |       |               |       |                |       |
| Junior Grand Prix Lettland                                                                        | 12.   |       |       |               |       |       |       |               |       |                |       |
| Junior Grand Prix Mexiko                                                                          |       |       | 4.    |               |       |       |       |               |       |                |       |
| Junior Grand Prix Polen                                                                           |       |       | 16.   |               |       |       |       |               |       |                |       |
| Junior Grand Prix Rumänien                                                                        | 3.    |       |       |               |       |       |       |               |       |                |       |
| Junior Grand Prix Türkei                                                                          |       | 3.    |       |               |       |       |       |               |       |                |       |
| Teamwettbewerb/Saison                                                                             |       |       |       |               |       |       |       |               |       |                |       |
| World Team Trophy                                                                                 |       |       |       | 4. (T) 6. (P) |       |       |       | 5. (T) 7. (P) |       | 6. (T) 11. (P) |       |
| A = Wettbewerb abgesagt; Z = Teilnahme zurückgezogen; T = Teamergebnis; P = persönliches Ergebnis |       |       |       |               |       |       |       |               |       |                |       |